# Wedelingerode
Koordinaten: 52° 2′ 40″ N, 10° 28′ 40″ O
Wedelingerode ist eine Wüstung in der Feldmark der Ortschaft Gielde in der Gemeinde Schladen-Werla im Landkreis Wolfenbüttel, Niedersachsen.

## Geografie
Die Wüstung liegt etwa 1,3 Kilometer nordwestlich von Gielde um Kathers Teich, ein bis heute existierendes Gewässer mitten in der Gielder Feldmark.

## Geschichte

### Ortsname
Folgende Namensformen werden für Wedelingerode unter anderem erwähnt:
- 1174–1195: Widerincheroth
- 1178: Wideriggeroth
- 1273: Wedelingerothe
- 1312: Wederingerode
- 1380: Wedlingherode
- 1768: das Weddelingerodt (Flurname)

Bei dem Dorf handelt es sich um einen Rodungsort mit der Endung -ingerode. Das Grundwort Wedder-, das durch häufiger zu beobachtende Assimilationsvorgänge bei -ingerode-Namen zu einem Weddel- verschoben wurde, leitet sich von einem Personennamen Widuheri ab. Altsächsisch widu- bedeutet „Holz“ und heri heißt so viel wie „Heer, Menge, Volk“.

### Ortsgeschichte
Aufgrund von Oberflächenfunden lässt sich ein Beginn der Besiedelung in der Karolingerzeit ansetzen; der Ort wird 1380 letztmals genannt und ist in den Jahren darauf wüstgefallen.